# Dev.D
Dev.D es una película de 2009 estrenada el 6 de febrero de 2009. Escrita y dirigida por Anurag Kashyap, la película saca su trama de la novela Devdas.

## Elenco
- Abhay Deol como Devendra Singh Dhillon (Dev).
- Kalki Koechlin como Lenis/Chanda (Chandramukhi).
- Mahi Gill como Parminder (Paro).
- Dibyendu Bhattacharya como Chunnilal.
- Asim Sharma como Bhuvan.
- Parakh Madan como Rasika.